# Nowogrodziec
Nowogrodziec (Duits: Naumburg am Queis) is een stad in het Poolse woiwodschap Neder-Silezië, gelegen in de powiat Bolesławiecki. De oppervlakte bedraagt 16,17 km², het inwonertal 4058 (2005).